# Kreenholms manufaktur

Fabriksbyggnaderna

Kreenholms manufaktur (estniska: Kreenholmi Manufaktuur, ryska: Кренгольмская мануфактура) är en tidigare textilfabrik belägen i Narva, Estland, belägen på ön Kreenholm vid floden Narvas fall. Företaget grundades 1857 av Ludwig Knoop, en bomullsköpman från Bremen. Kreenholms var under sin storhetstid världens största bomullsspinneri och textilmanufaktur, med omkring 12 000 anställda. Företaget drevs i statlig regi under sovjeteran och privatiserades som ett dotterbolag till Borås Wäfveri 1994 efter Estlands självständighet. Företaget genomgick kraftiga nedskärningar under 2000-talet och gick slutligen i konkurs 2010 till följd av stigande råvarupriser. Idag finns en mindre produktionsverksamhet kvar, ägd av Krenholms Manufaktuur OÜ, ett dotterbolag till den svenska Markisolkoncernen.